# Félix Castillo
Felix Castillo Tardío (Lima, 21 de febrer de 1928 - Lima, 12 d'octubre de 1978) fou un futbolista peruà de la dècada de 1950.
Va ser jugador d'Alianza Lima i de l'América de Cali de Colòmbia. També fou internacional amb el Perú entre 1947 i 1956. Formà part als campionats sud-americans de 1947, 1949, 1955, i 1956.

## Palmarès
Alianza Lima
- Lliga peruana de futbol:
  - 1948, 1952, 1954, 1955